# جبهة التوافق العراقية
جبهة التوافق العراقية وتعرف اختصاراً بجبهة التوافق، هي كتلة برلمانية عراقية سنية، أُسست يوم 27 تشرين الأول سنة 2005، وشاركت في الانتخابات العراقية في عام 2005 فحصلت على 44 مقعداً من مقاعد مجلس النواب العراقي، وكان يرأسها عدنان الدليمي حتى عام 2009 حيث اُنتخبَ حارث العبيدي رئيسا لها في أيار 2009م وبقي رئيسا لها حتى اغتياله في 12 حزيران 2009.
وتتركز شعبيتها في المحافظات ذات الغالبية السنية وهي بغداد وديالى والأنبار ونينوى وصلاح الدين ومحافظة كركوك.

## مكوناتها
تتالف الجبهة من ثلاثة مكونات واحزاب هي:
1- الحزب الإسلامي العراقي: وهو حزب إسلامي تأسس عام 1960 وبقي في الخفاء حتى عام 2003 حيث تم تغيير نظام الحكم في العراق.
2- مؤتمر أهل العراق
3- مجلس الحوار الوطني العراقي.

## ابرز اعضائها
من ابرز أعضائها طارق الهاشمي نائب رئيس جمهورية العراق، وإياد السامرائي رئيس البرلمان العراقي، وعدنان الدليمي رئيس مؤتمر أهل العراق، وحارث العبيدي حيث كان رئيس كتلة التوافق في البرلمان ورئيس لجنة حقوق الإنسان، ومحمود المشهداني رئيس البرلمان العراقي سابقا، وخلف العليان رئيس مجلس الحوار الوطني، وإياد العزي والذي كان قياديا بارزا فيها.
وكان محمود المشهداني رئيسا لمجلس النواب العراقي للفترة من 2005 ولغاية 2009 حيث استقال بعد أن حدثت مشادات كلامية بينه وبين بعض النواب.
ثم أصبح إياد السامرائي رئيسا لمجلس النواب في 19 أبريل 2009م بعد أربعة أشهر من الخلافات بين الكتل النيابية.